# Баторкё
Ба́торкё (венг. Bátorkő vára) — средневековая крепость, которая расположена недалеко от города Варпалота, Венгрия. В настоящее время представляет собой руины, состоящие из одной уцелевшей стены.

## Описание
К северу от Варпалоты, примерно в 5 километрах, в долине гор Фойдош (венг. Fajdas), между крутыми и узкими склонами находятся руины старой крепости, называемые сейчас Пустапалота. На западной стороне этой небольшой цитадели был ограждённый двор, к которому примыкала трёхэтажная башня. Крепость находится в низине и в прошлом имела мост. Она построена на скале, и лишь северная стена небольшой башни опускается до самой поверхности. Толщина стен главной башни составляет 2,20 метра. Отверстия для мощных деревянных балок размером 0,25 х 0,25 м всё ещё отчётливо видны и сегодня.
Баторкё не играла заметную роль в военной истории, однако было время, когда крепость была известна по всей округе. Она была основана представителями богатого семейства Чак (венг. Csák). Крепость была частью огромного поместья в комитате Фейер, центром которого был Пустасабольч. Впервые она упоминается в письменных источниках в 1288 году. Крепость принадлежала семье Чак до 1326 года, когда она перешла во владение короля Карла Роберта. Она принадлежала венгерской короне до 1350 года, когда Лайош Великий пожаловал крепость сыновьям Льоринца Тота (венг. Lőrinc Tót) и их потомкам. В 1409 году кастеляном Баторкё был Балаж Кеси (венг. Balázs Keszi), который в то же время был кастеляном крепости в Варпалоте. В архивах аббатства Паннохальма также упоминается некий Якоб Фельфёльди (венг. Jakab Felföldi), который был кастеляном Баторкё в 1440 г. К XVI веку (времени завоевания Венгрии турками) крепость находилась уже в руинах. С тех пор её прежнее название забылось, и теперь она носит название «Пустапалота», что можно перевести как «заброшенный дворец».